# Lethbridge
Lethbridge és una ciutat de la província d'Alberta, Canadà. És la quarta ciutat més poblada d'Alberta, després Calgary, Edmonton, i Red Deer. A 127.19 km², és el tercer lloc en extensió territorial després de Calgary i Edmonton. Està situada a prop les muntanyes Rocoses i es troba a 210 km sud-est de Calgary en el riu Oldman.
És una ciutat que es caracteritza pel fet que té un dels millors climes a Canadà, la major part del temps és assolellat i calorós. És una comunitat que compta amb grans facilitats entre les quals destaquen els seus parcs recreatius i àrees verdes.
Lethbridge és el principal centre comercial, industrial i financer del sud d'Alberta. Les bases de l'economia de la ciutat estan en el desenvolupament de les mines de carbó les quals van ser explotades durant el segle xix i l'agricultura al segle xx. Més de la meitat de la població que treballa es troba empleada a les àrees de salut, educació, negocis propis, i govern. Compta amb la Universitat de Lethbridge que és l'única universitat en el Sud d'Alberta igual que amb tres institucions per a carreres tècniques (Colleges). La ciutat explica també amb diferents teatres, museus i centres esportius.

## Transport
Aquesta ciutat és servida per l'Aeroport del Comtat de Lethbridge.

## Demografia
| Població per grup ètnic, 2006 | Població per grup ètnic, 2006 | Població per grup ètnic, 2006 |
| Grup ètnic                    | Població                      | Percent                       |
| ----------------------------- | ----------------------------- | ----------------------------- |
| Blanc                         | 69,825                        | 858,0%                        |
| Primeres Nacions              | 3,150                         | 39,0%                         |
| Métis                         | 1,585                         | 19,0%                         |
| Japonesos                     | 1,575                         | 19,0%                         |
| Xinesos                       | 1,125                         | 14,0%                         |
| Àsia meridional               | 920                           | 11,0%                         |
| Afrocanadencs                 | 850                           | 1%                            |
| Filipins                      | 745                           | 9,0%                          |
| Llatinoamericans              | 680                           | 8,0%                          |
| Àsia del Sud-est              | 300                           | 5,0%                          |
| Coreans                       | 185                           | 2,0%                          |
| Altres                        | 180                           | 2,0%                          |
| Àrabs                         | 160                           | 2,0%                          |
| Minoria multiracial           | 155                           | 2,0%                          |
| Àsia occidental               | 75                            | 1,0%                          |
| Inuit                         | 60                            | 1,0%                          |
| Població total                | 81,390                        | 100%                          |

## Fills il·lustres
- Bertram Brockhouse (1918 - 2003) físic, Premi Nobel de Física de l'any 1994.

## Agermanaments
- Culver City
- Anyang
- Timaixovsk
- Towada (Aomori)